# Бондо (народ)
Бондо — історична народність, що налічує приблизно 5000 чоловік, яка живе на пагорбах Малканґірі в штаті Орісса на сході Індії. Ця етнічна індійська група (адівасі) також відома під назвою ремо (Remo) (на мові бондо означає „люди“). Їх мова належить до мовної гілки мов мунда — австроазійські мови.